# Манронманцан
Манронманцан (Мансон Мангцен) (637-676) - імператор Тибету з 650 до 676 року, правив після свого діда Сронцангамбо. 

## Життєпис
За його малолітства регентом країни був відомомий полководець Донцан на прізвисько Гар. Із самого початку правління нового тибецького володаря імперія Тан розпочала війну проти Тибету, спрямувавши 500-тисячну армію. Проте вона зазнала поразки від 100-тисячної тибетської армії на чолі із Гаром. Незабаром війська тибетців перейшли у наступ та почали військові походи на власні території Китаю. Ці військові походи очолили сини Донцан Гара — Н'яцандембу та Тагракхонлон (від доньки володаря Балтистану). Водночас армія Тибету здійснила походи проти держави Туюхунь та захопила її у 670 році. Водночас з перервами продовжувалася війна з танським Китаєм — у 676 році тибетці захопили та пограбували китайські області (сучасна провінція Ганьсу). Авторитет й сила Тибецької імперії в цей час значно зросли.
Манронманцан помер досить молодою людиною. Його поховано у гробниці Огшехралбо, що у монастирі Прулнан.

## Родина
1. Брозатимлон, з племені Бро
Діти:
- Дудсронманбодже